# Kwon Da-kyung
Kwon Da-kyung (* 4. März 1989) ist ein südkoreanischer Fußballspieler.

## Karriere
Kwon Da-kyung stand bis Mitte 2013 beim unterklassigen Seoul United FC in Seoul unter Vertrag. Am 24. Juni 2013 wechselte er nach Singapur. Hier unterschrieb er einen Vertrag bei Home United. Der Verein spielte in der ersten singapurischen Liga, der S. League. 2013 feierte er mit Home die Vizemeisterschaft. Im gleichen Jahr gewann er mit dem Klub den Singapore Cup. Das Endspiel gegen Tanjong Pagar United gewann Home mit 4:1. Hier schoss er in der 15. Minute das Tor zur 2:0-Führung. Ein Jahr später erreichte er mit Home wieder das Finale im Singapore Cup. Hier unterlag man Balestier Khalsa mit 3:1. 2015 ging er wieder in seine Heimat, wo er bis Ende 2020 für Icheon Citizen FC spielte. Mit dem Verein aus Icheon spielte er in der dritten Liga. Nachdem der Verein nach der Saison 2020 aufgelöst worden war, schloss er sich 2021 dem unterklassigen Majang FC an.

## Erfolge
Home United
- Singapore Cup: 2013